# Vinařství

Za patrona vinařů je považován svatý Urban. Zde ve znaku francouzské obce Reichsfeld.

Vinařství je zemědělské odvětví zabývající se pěstováním a zkoumáním révy vinné.
Mezi povinnosti vinaře patří zúrodňování vinice, zavlažování, monitorování a odstraňování škůdců, sledování růstu rostlin, rozhodnutí kdy sklízet úrodu a řez vinné révy během zimních měsíců. Věda, která se vínem a vinařstvím zabývá, se jmenuje enologie.

## Historie vinařství

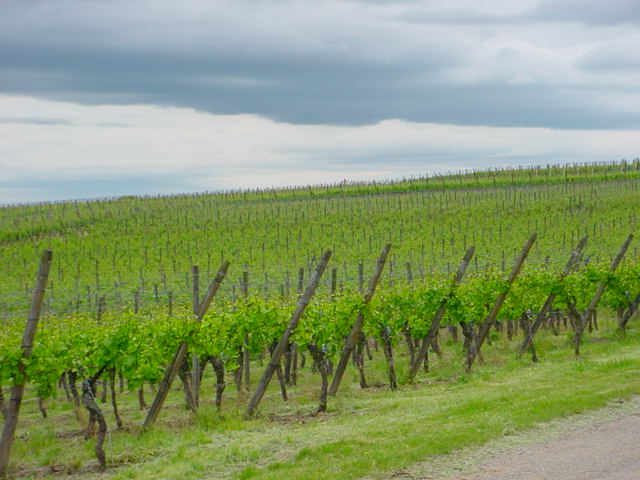
Vinice ve francouzském Alsasku

Nejstarší svědectví o výrobě vína se datuje do období mezi 6000 př. n. l. až 5000 př. n. l. v Řecku.
Někdy však bývá uvedeno že vinařství se zrodilo na území dnešní Gruzie před 8000 lety př. n. l. Technologii výroby značně zdokonalili staří Řekové, ale kultivační techniky, které známe dnes, se v Evropě používají až od konce existence Římské říše. Ve středověké Evropě se zásadním podporovatelem vína, nezbytného pro oslavu katolické mše, stala katolická církev. V dobách politické nestability se vinařské postupy udržovaly a rozvíjely v křesťanských klášterech, které měly dostatek zdrojů, bezpečné zázemí a zájem na zvyšování kvality svého vína.

## Historie vinařství na jižní Moravě
V některých publikacích se lze dočíst, že počátky pěstování vinné révy na jižní Moravě začínají ve 3. století a jsou spojeny s velkým rozmachem pěstování vinné révy v Pannonii za císaře Proba. Tato teorie je však dosti sporná. Přímé důkazy o výsadbě vinic v této oblasti pocházejí až z přelomu 8. a 9. století.

### Středověk
V období Velkomoravské říše došlo k velkému rozšíření pěstování vinné révy, což dokazují archeologické nálezy i slova kronikáře Václava Hájka z Libočan. Kníže Svatopluk začal ve zdejším kraji zakládat vinice ze sazenic dovezených z Uher a Rakouska a i pozdější panovníci vždy dbali o zdejší vinohrady.

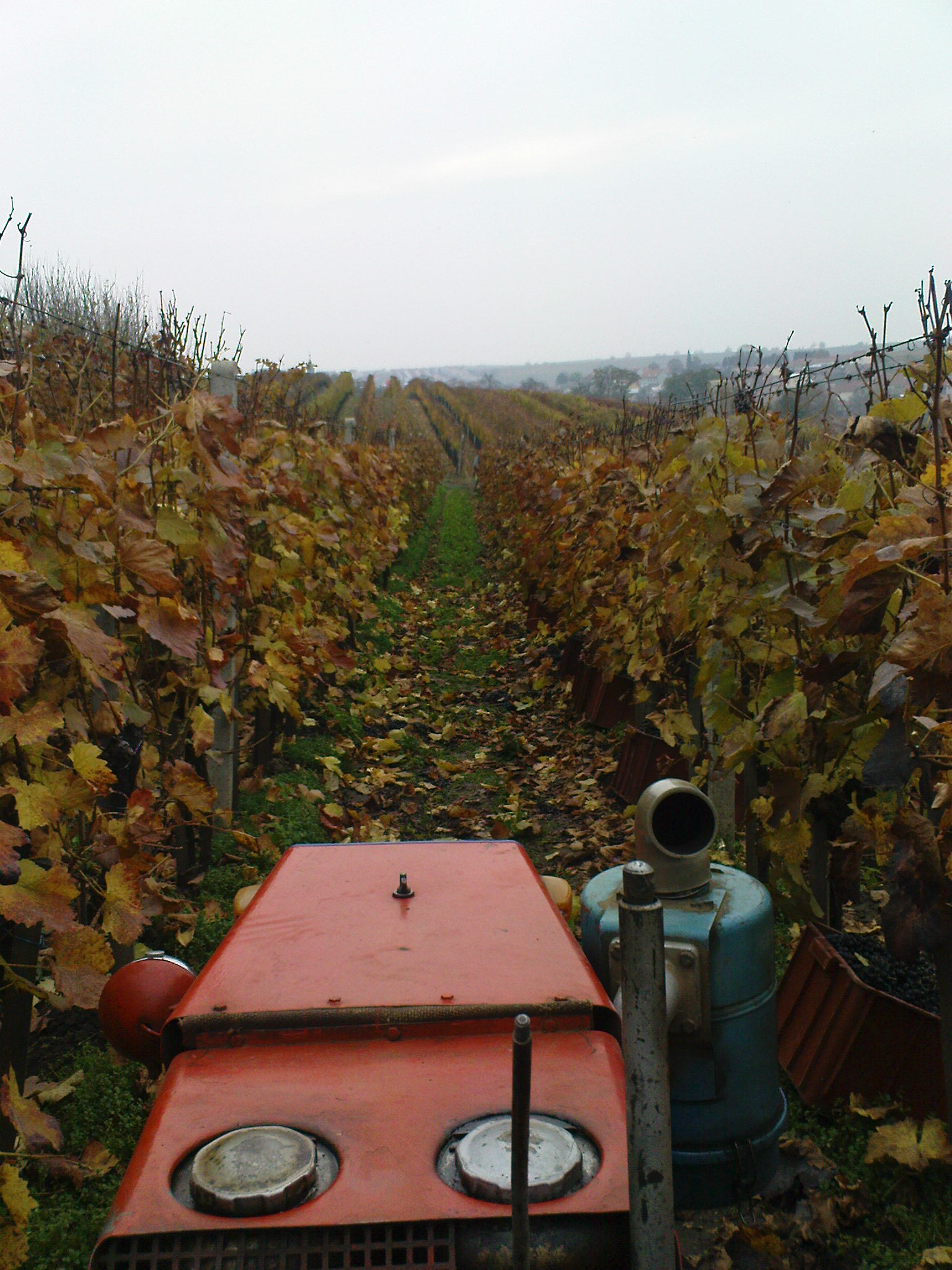
Vinice v Čejkovicích během vinobraní

Také středověké křesťanství mělo velký vliv na rozvoj moravských vinic. Od 12. století zde byly zakládány kláštery a ty zase zakládaly vinice. Vinná révy se zpočátku vysazovala na neúrodných, kamenitých půdách, kterou šlechta ochotně pronajímala jak měšťanům, tak svým poddaným, čímž efektivně vyřešila problém venkovské chudiny.
V první čtvrtině 13. století, kdy se Mikulovsko a Valticko stalo součástí panství rodu Lichtenštejnů, patřil obchod s vínem k největším příjmům měšťanů a šlechty. Jelikož dobrá vinice mívala větší cenu než pěkný dům, ukládali měšťané z Brna, Znojma či Olomouce své finance právě do vinohradů a získali na Hustopečsku tolik vinic, že se prací na nich zabývalo téměř veškeré místní obyvatelstvo.
Vinohradnictví zvyšovalo majetek malých vesnic i velkých měst a jeho význam stále rostl. Z toho důvodu byl vydán roku 1309 v dolnorakouském Falkensteinu také první vinařský zákon, zvaný horenské právo. Podle tohoto zákona měly být veškeré spory o vinice rozhodovány výkonným orgánem v Hustopečích, které byly největší vinařskou obcí. Aby se sporům o vinice předcházelo, vydal markrabě Jan Jindřich roku 1355 viniční řád, který obsahoval i regulaci dovozu vína na Moravu.
Moravští vinaři byli podporování i za vlády Karla IV., velkého příznivce vína. Ten jejich mladé vinice na dvanáct let osvobodil od daní a teprve z třináctého vinohradu odváděli „horníci“, což bylo staročeské označení vinařů odvozené od viničních hor, jak se tenkrát vinice nazývaly, desátek nájemci a 30 litrů králi. Již tehdy byl ale prodej vína značně omezený a podléhal přísné kontrole.

### Novověk
Po období středověku přišel za renesance, v 16. století, zlatý věk moravského vinařství a vrcholil kolem roku 1820, kdy bylo na Moravě 29 801 hektarů vinic, což je třikrát více než v současnosti. Moravská vína se stala známými nejen doma, ale i v zahraničí. Spotřeba vína byla vysoká ve městech i na venkově, odhaduje se více než 56 litrů za osobu a rok. Vyskytuje se také problém s konkurencí. Rakouští vinaři žádají roku 1539 Ferdinanda I. o zákaz dovozu moravských vín do Rakouska a tuto žádost později opakují, proto jim roku 1575 musel moravský zemský sněm pohrozit zákazem dovozu rakouských vín a jejich transportem přes Moravu. Také největší vinařské město Hustopeče se bránilo konkurenci tím, že roku 1603 vydalo zákaz dovozu vína a ve městě se smělo prodávat jen víno hustopečské.
Období válek a vpádů cizích vojsk v následujícím století znamenal pro kraj vylidnění osad, zpustnutí vinic a celkový úpadek kraje. Teprve koncem 17. století začíná obnova venkovských vinic, na kterém se podílelo především venkovské obyvatelstvo a důležitým hospodářským, sociálním i architektonickým prvkem moravské vesnice se staly sklepy, které hrají tolik důležitou roli v cestovním ruchu dnešní doby.
Moravské vinařství si ještě muselo projít několika vinařskými pohromami. Krutá zima roku 1866 způsobila úbytek vinic na polovinu a také se začínají objevovat první zabijáci vinné révy – mšička révokaz, která postupně zničila všechny evropské vinice, plíseň révová a padlí révové, všechny původem z Ameriky. Vinaři se postupně naučili čelit mšičce roubováním domácích odrůd na odolné americké podnože a také byla nalezena obrana proti houbovým chorobám, trvalo to však celá desetiletí. Pěstování a ošetřování vinic se stále prodražuje a proto vinice dále mizejí. Ve 30. letech minulého století zůstalo na Moravě jen kolem 3800 hektarů vinic. Za dalších třicet let se ale jejich plocha rozšířila na 7 000 hektarů. Vinice si také prošly svou rekonstrukcí, přizpůsobovaly se zemědělské velkovýrobě a používání strojů. Začalo se používat Moserovo vedení (podle rakouského profesora Lenze Mosera) a vzrostla produkce.

### Současnost
Koncem 20. století prochází vinohradnictví další velkou, hlavně organizační přeměnou, která však zvýšila kvalitu prodávaných vín. Byl vydán nový zákon o vinohradnictví a vinařství, který dal vinařům právní jistoty a stanovil vinařské tratě, které jsou státem částečně dotovány. Nejkvalitnější vína se dnes pěstují pouze na zaregistrovaných vinařských tratích, v polohách, kde jsou dlouhodobě vhodně podmínky pro získání vysoce kvalitních hroznů, a u kterých je stanoveno, jaké odrůdy je zde možné pěstovat a maximální možné množství sklizených hroznů.